# 민간기
민간기(民間旗, civil flag)는 비정부 기관이나 선박 등에서 민간인이 사용하는 국기를 의미한다. 민간기는 과거에 군대가 주둔하지 않은 건물이나 선박임을 알리기 위해 사용하는 용도로 많이 쓰였다.
일부 국가는 민간기가 군기나 정부기와 같지만, 스페인이나 세르비아와 같이 국장이 빠진 모양의 민간기처럼 군기와 민간기가 다른 경우가 많다. 스칸디나비아 국가에서는 정부기와 군기가 스칸디나비아 십자가 겹쳐 있거나 삼색기의 끄트머리가 변형되어 있는 등으로 바뀐다. 많은 국가, 특히 영국의 잔재가 남아있는 국가에서는 해상에서 사용하는 민간기에 특유의 영국 상선기를 기반으로 한 기를 사용한다.

## 민간기의 예시

아르헨티나
안도라
볼리비아
코스타리카
엘살바도르
과테말라
아이티
페루
산마리노
세르비아
스페인
베네수엘라